# Cartodere alinae
Cartodere alinae is een keversoort uit de familie schimmelkevers (Latridiidae). De wetenschappelijke naam van de soort werd in 1963 gepubliceerd door Roger Dajoz.